# Swiss Indoors 1996
Lo Swiss Indoors 1996, noto anche come Davidoff Swiss Indoors per motivi di sponsorizzazione, è stato un torneo di tennis giocato sul cemento indoor.
È stata la 27ª edizione dell'evento e faceva parte delle World Series nell'ambito dell'ATP Tour 1996. Il torneo si è giocato alla St. Jakobshalle di Basilea, in Svizzera, dal 23 al 30 settembre 1996.

## Campioni

### Singolare
Pete Sampras ha battuto in finale  Hendrik Dreekmann con il punteggio di 7–5, 6–2, 6–0

### Doppio
Evgenij Kafel'nikov /  Cyril Suk hanno battuto in finale  David Adams /  Menno Oosting con il punteggio di 6–3, 6–4